# Кириченко Вадим Олександрович
Вадим Олександрович Кириченко (рос. Вадим Александрович Кириченко; нар. 7 лютого 1936, РРФСР) — радянський футболіст та тренер, захисник.

## Кар'єра гравця
Футболом розпочав займатися в 1957 році в складі клубу Класу «Б» чемпіонату СРСР «Алга» (Фрунзе). У 1963 році перейшов до «Зарафшан» (Навої), де наступного року й завершив кар'єру футболіста.

## Кар'єра тренера
Тренерську діяльність розпочав ще будучи футболістом. У 1964 році був граючим головним тренером «Зарафшан» (Навої). У 1967 році очолив фрунзенську «Алгу». З 1968 по червень 1969 року — головний тренер «Зарафшан» (Навої). З липня 1969 по кінець 1970 року очолював івано-франківський «Спартак». Потім повернувся до «Алги», де спочатку був головним тренером, а потім перейшов на посаду начальника команди. У 1972—1973 роках тренував херсонський «Локомотив». Потім знову очолював «Спартак» (Івано-Франківськ). З 1978 по 1980 рік працював у грозненському «Тереку». Спочатку допомагав тренувати, згодом — очолив команду. У 1984 році був головним тренером «Зарафшану» (Навої), а в 1988 році — асистував у херсонському «Кристалі».

## Досягнення

### Як тренера
- Класу «Б» чемпіонату СРСР (середньоазійська зона)
  -  Срібний призер (1): 1969 (разом із «Зарафшаном»)

- Чемпіонат УРСР
  -  Чемпіон (1): 1969 (разом зі «Спартаком»)

### Відзнаки
- Заслужений тренер Узбецької РСР: 1970